# ماجك كايتو
ماجك كايتو (まじっく快斗 "Majikku Kaito") هي سلسلة مانغا عن لص نبيل (كايتو) من كتابة ورسم غوشو أوياما بدأت في مجلة شونن جمب الأسبوعية لشوغاكوكان في عام 1987. القصة تحكي عن لص يُدعى كايتو كيد (怪盗キッド Kaitou Kiddo).
توقف أوياما عن العمل على المانغا بعد نشر أول مجلدي تانكوبون في 1988، وقام بتحديثها في مناسبات مُتقطِّعة فقط؛ المجلد الثالث تم نشره في 1994، والرابع في 2007، والخامس في 2017. كايتو كيد وبعض الشخصيات الأخرى يظهرون أحيانًا في سلسلة المحقق كونان لنفس الكاتب.
تم تحويل المانغا إلى أنميين، الأول مكون من 12 حلقة عُرضت عَرضًا مُتقطِّعًا بين عامي 2010 و2012 مُحرَّك من قِبَل إستديو TMS Entertainment، والثاني عبارة عن سلسلة أنمي تتكون من 24 حلقة عرض تحت اسم ماجِك كايتو 1412 (まじっく快斗1412) من قِبَل إستديو A-1 Pictures ابتدءاً من 4 أكتوبر 2014 لغاية 28 مارس 2015.

## القصة
كايتو كوروبا هو طالب في المرحلة الثانوية مات والده في ظروف غامضة قبل ثمانِي سنوات، وبعد حادثة موته بثمانِ سنوات يعلم كايتو بهوية والده السرية؛ لصٌّ مشهور عالميًا يحمل اسم كايتو كيد، وأنَّه قُتِل من قِبَل مُنظَّمة سِريَّة لأنه أراد سرقة جوهرة كانت مُستهدفة من قِبَلهم أيضًا. هدف هذه المُنظِّمة هو إيجاد جوهرة الباندورا في حدود سنة واحدة، هذه الجوهرة التي يُقال أنَّها تذرف الدموع أثناء مرور أحد المُذنَّبات الذي لا يعبر إلا كل 10.000 سنة؛ شرب هذه الدموع يُكسب شاربها الخلود.
يتعهَّد كايتو على نفسه أن يمنعهم من الوصول لهدفهم، ويأخذ هوية والده كلص ويبدأ رحلته للبحث عن الجوهرة مع لا شيء يدلّه عليها سوى علمه أنها تتوهّج باللون الأحمر تحت في ليلة اكتمال القمر، وأنها جوهرها محتواها في جوهرة أخرى؛ وبالتالي فإنها يجب أن تكون جوهرة كبيرة نسبية وفي مكان لا يصله ضوء القمر. يبحث ويسرق اللص النبيل كيد عددًا كبيرًا من المجوهرات التي تنطبق عليها هذه المواصفات من أماكن ذات حراسة وحماية عالية، ولكن يعيدها بعد التحقق منها كونها ليست الباندورا.

## الشخصيات

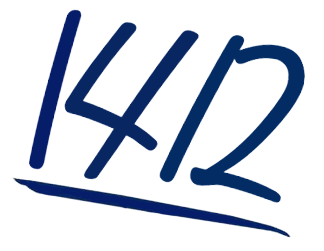
Kaito Kid

- كايتو كيد: (باليابانية:黒羽 快斗 وتقرأ كوروبا كايتو) واسمه الحقيقي كايتو كوروبا، هو ابن الساحر العظيم تويچي كوروبا (黒羽 盗؟) الذي كان كايتو كيد الأصلي قبل أن يقتل في فرنسا عندما تدخل في خطط المُنظَّمة. وعندما مرت ثمان سنوات عرف كايتو أن والده مات مقتولًا لذلك قرر إحياء شخصية كيد اللص الطائر مرة أخرى بغية البحث حول مقتل والده وكشف مخططات العصابة التي تسببت بمقتله.
- آوكو ناكاموري: صديقة كايتو منذ الطفولة، ويحبان بعضهما. والدها دائما يحاول الإمساك بكايتو، لكنه يفشل لذلك تكره كايتو كيد كثيرا.
- هاكوبا ساجورو: محقق عاش في لندن ويحب الغموض والاثارة والتحقيق حيث تتميز شخصيته بالذكاء والحكمة، وهو شخصية متعلقة بالوقت حيث يحسب كل خطوة بشكل دقيق ويخطط بشكل دقيق جدًّا.
- أكاكو كويزومي: هي مشعوذة والوريثة الشرعية للسحر الاحمر وزميلة لكايتو في الصف تحاول اخضاع كايتو كيد لسيطرتها ولكنها تفشل مع العلم بأنها تعلم بشخصيته الحقيقية وهو يحاول انكار شخصيته ككايتو كيد.
- گينزو ناكاموري: هو الشرطي المسئول عن مطاردة كايتو كيد وهو والد آوكو ناكاموري ودائما يفشل بالإمساك بكايتو كيد.

## الوسائط

### سلسلة الأنمي الأولى
حلقات التلفاز الخاصة، أو سلسلة الأنمي الأولى كانت من إخراج توشيكي هيرانو وإنتاج توكيو موفي شينشا وبث نبون تلفجن في وقت عرض المحقق كونان. عُرضت أول حلقة في 24 أبريل 2010 وآخر حلقة في 29 ديسمبر 2012.

### سلسلة الأنمي الثانية
سلسلة الأنمي الثانية، والتي تعرف باسم ماجيك كايتو 1412 (باليابانية: まじっく快斗1412، بالروماجي: Majikku Kaitō 1412) كانت من إنتاج إستديو أيه-1 بكتشرز وبدأ عرضه في 4 أكتوبر 2014، وانتهى عرضه في 28 مارس 2015.

## الملاحظات والمراجع
ملاحظات
المراجع

## وصلات خارجية
- ماجك كايتو على موقع ANN manga (الإنجليزية)

1. ↑  ""Detective Conan" warning letter from Kid! 4/24 "Detective Conan special information" (باليابانية). conan-movie.jp. Archived from the original on 2010-04-05. Retrieved 2010-04-05.
2. ↑  "Detective Conan Special: Secret of the Birth of Kaitō Kid" (باليابانية). قناة يوميأوري. Archived from the original on 2018-09-26. Retrieved 2010-04-17.
3. ↑  "Magic Kaito: Tears of Love of the Dark Night". قناة يوميأوري. مؤرشف من الأصل في 2018-09-26. اطلع عليه بتاريخ 2013-01-21.